# Терехино (Топкинський округ)
Тере́хино (рос. Терёхино) — присілок у складі Топкинського округу Кемеровської області, Росія.

## Населення
Населення — 236 осіб (2010; 317 у 2002).
Національний склад (станом на 2002 рік):
- росіяни — 52 %
- чуваші — 46 %